# Tag Day
Tag Day è un cortometraggio muto del 1909 diretto da Gilbert M. 'Broncho Billy' Anderson.

## Produzione
Il film fu prodotto dalla Essanay Film Manufacturing Company. Gilbert M. 'Broncho Billy' Anderson, fondatore della casa di produzione Essanay (che aveva la sua sede a Chicago), aveva individuato nella California il luogo ideale per girarvi i suoi film. Tag Day fu girato a Santa Monica.

## Distribuzione
Distribuito dalla General Film Company, il film - un cortometraggio di circa 6 minuti - uscì nelle sale cinematografiche USA il 17 febbraio 1909. Veniva proiettato con il sistema dello split reel (a bobina unica), accorpato insieme a un altro corto prodotto dalla Essanay, la commedia Bring Me Some Ice.